# Мироносиці
«Мироносиці» — благодійна організація, перше українське жіноче товариство на Буковині.

## Створення товариства

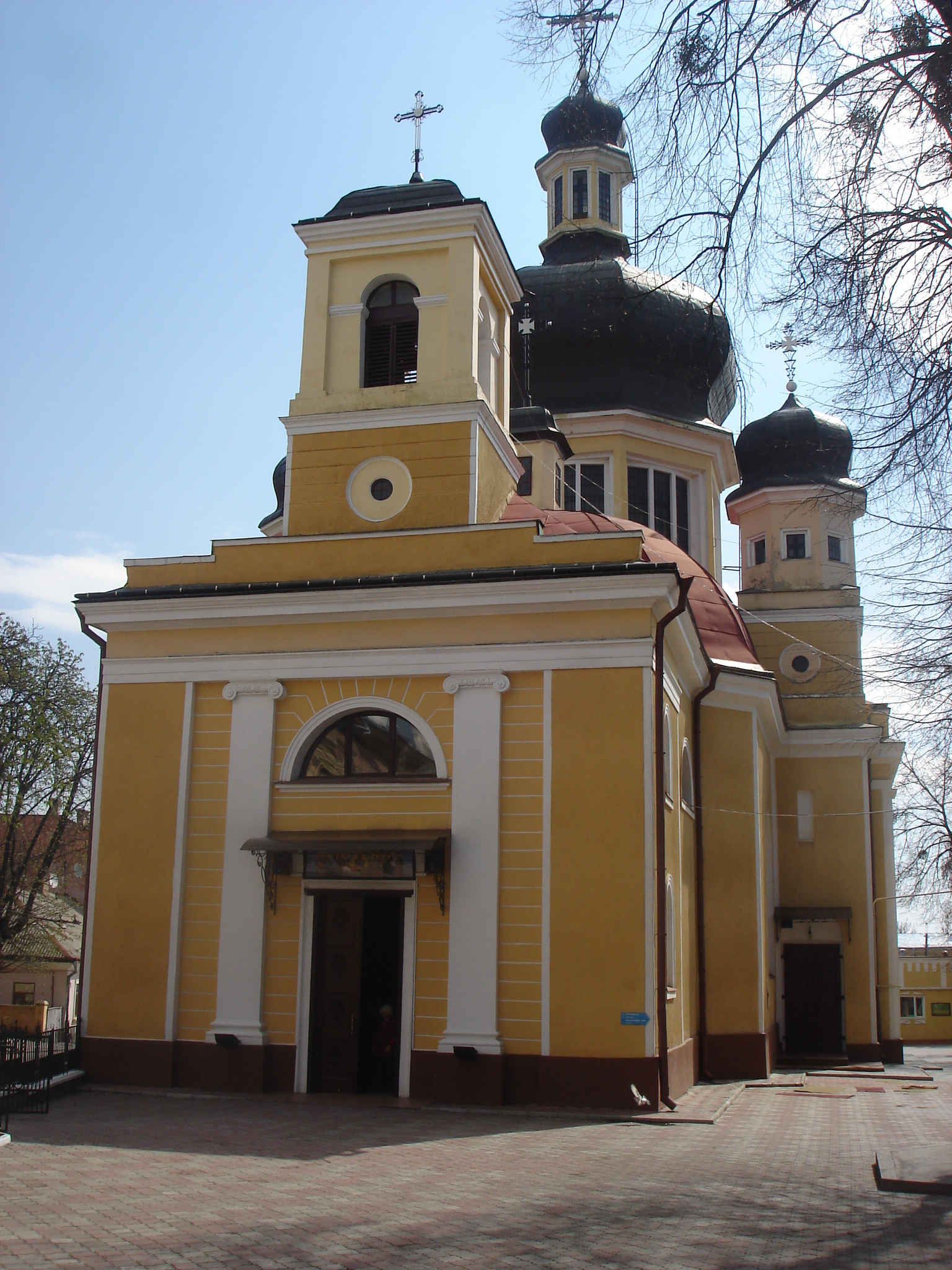
Собор Успіння Пресвятої Богородиці УГКЦ (Чернівці)

У другій половині ХІХ ст. на території Герцогства Буковина, а особливо в Королівстві Галичини та Володимирії все активнішими ставали українські громадські організації.
До активної громадської організації намагалось долучатись і жіноцтво. В Галичині почали виникати феміністичні рухи, ідеологом яких була Наталія Кобринська. Засновувались різноманітні жіночі гуртки та товариства при церквах.
Перша жіноча організація виникла в Чернівцях в 1886 році. При «успінській греко-католицькій парафії» було засновано товариство «Мироносиці». Їх першочерговими завданнями було обслуговувати потреби церкви, її облаштування, а також винайдення необхідних фондів та ресурсів.
Ініціатором створення «Мироносиць» виступив парох о. Келестин Костецький.
Його родичка Катерина Чертенко-Костецька стала секретарем товариства. А невдовзі у товариства вже була й голова — Емілія Калужняцька. До роботи товариства залучались місцеві жінки греко-католицького віросповідування.
Посильну допомогу «Мироносицям» надавала Ольга Кобилянська та Євгенія Ярошинська. Водночас, офіційними членами товариства вони не були.

## Діяльність товариства
Досить скоро допомога в облаштуванні церкви стала тільки частиною діяльності «Мироносиць». Товариство надзвичайно активно включилося у благодійність — надавалась допомога потребуючим та дітям.
У 1896–1897 р.р. «Мироносицями» було відкрито перший український дитячий садок в Чернівцях по вул. Петровича, розрахований на 40 діточок. Гроші на оплату вчительки (яка керувала закладом) та харчування дітей виділялися з фондів товариства та добровільних пожертв чернівчан.
Значна увага приділялася вихованню у маленьких буковинців патріотизму й любові до всього українського.
Водночас, «мироносиці» брали участь в організації першої української жіночої гімназії в Чернівцях. У 1904–1905 навчальному році почала працювати така сама гімназія у Кіцмані.
Багато представниць «Мироносиць» брали участь у роботі інших жіночих організацій Буковини. Катерина Костецька була однією з організаторок «Жіночої громади», активними учасницями якої були «мироносиці»: Теодозія Маєр, Генріка Ясеницька, Ольга Сімович, Емілія Балицька, Валерія Кухта.
1919-го р., після заборони окупаційним режимом Румунського королівства діяльності всіх українських товариств Буковини, «мироносиці» брали участь у роботі неформального об'єднання «Комітет українських жінок Буковини». Основним напрямком діяльності стала допомога дітям-сиротам, батьки яких загинули у Першу світову війну.

Ольга Гузар

На початку 1920-х «мироносиці» разом з соратницями з інших організацій боролися проти дискримінації жінок в Румунському королівстві, зокрема обмеження їх виборчих прав. Ця боротьба дала певні результати. У 1926 році буковинському жіноцтву вдалося добитися обрання двох представниць до «Громадської ради» Чернівців. Однією з них була «мироносиця» Катерина Костецька.
З 1928 року товариство очолила Ольга Гузар, яка своєю активністю та організаторськими здібностями докладала зусиль до виведення організації на якісно новий рівень. Зокрема, 2 лютого 1929 року було проведено загальний жіночий з'їзд у Чернівцях. Почесним головою зібрання була Ольга Кобилянська. З цього часу Ольга Гузар фактично очолювала одночасно два товариства — «Мироносиці» та «Жіноча громада».
1936-го р. в Чернівцях відбулися урочисті заходи з нагоди 50-річчя діяльності «Мироносиць», під час яких вшановували багаторічних учасників та керівників організації. Водночас, Головою товариства обрали Олену Сірецьку, яка була надзвичайно шанованою у місті жінкою.
В останні роки діяльності «Мироносиць» з ними активно співпрацювала Олена Кисілевська.
Припинили свою активну діяльність «Мироносиці» у 1939 році, коли румунський окупаційний режим в черговий раз оголосив «стан облоги», й заборонив діяльність всіх українських товариств.